# Unione Sportiva Pro Vercelli 1938-1939
Questa voce raccoglie le informazioni riguardanti l'Unione Sportiva Pro Vercelli nelle competizioni ufficiali della stagione 1938-1939.

## Rosa
| N. |                   | Ruolo | Calciatore         |
| -- | ----------------- | ----- | ------------------ |
|    | Italia (bandiera) | A     | Lanfranco Alberico |
|    | Italia (bandiera) | A     | Paolo Barbero      |
|    | Italia (bandiera) | D     | Aldo Beretta       |
|    | Italia (bandiera) | A     | Carlo Biraghi      |
|    | Italia (bandiera) | C     | Dino Bovoli        |
|    | Italia (bandiera) | A     | Giordano Bussola   |
|    | Italia (bandiera) | P     | Giuseppe Cavanna   |
|    | Italia (bandiera) | A     | Ciocchetti         |
|    | Italia (bandiera) | A     | Paolo De Grandi    |
|    | Italia (bandiera) | P     | Donato Donati      |
|    | Italia (bandiera) | A     | Domenico Gambino   |

| N. |                   | Ruolo | Calciatore           |
| -- | ----------------- | ----- | -------------------- |
|    | Italia (bandiera) | D     | Germano Lanino       |
|    | Italia (bandiera) | D     | Piero Mocca          |
|    | Italia (bandiera) | C     | Giuseppe Pozzo       |
|    | Italia (bandiera) | A     | Carlo Alberto Quario |
|    | Italia (bandiera) | C     | Giuseppe Ranghino    |
|    | Italia (bandiera) | D     | Federico Roncarolo   |
|    | Italia (bandiera) | C     | Amerigo Salati       |
|    | Italia (bandiera) | C     | Renato Sodini        |
|    | Italia (bandiera) | A     | Donato Vaglio        |
|    | Italia (bandiera) | C     | Giuseppe Vannucci    |

## Risultati

### Serie B

#### Girone di andata
| Arbitro: | Neri (Vicenza) |

|            |           |  |
| Quario 60’ | Marcatori |  |

| Arbitro: | Ceccherini (Como) |

|                     |           |        |
| Alberti 12’ Pernigo | Marcatori | Quario |

| Vercelli 2 ottobre 1938 3ª giornata | Pro Vercelli        | 0 – 0 referto | Palermo | Stadio Leonida Robbiano\| Arbitro: \| Conticini (Firenze) \| |
| Arbitro:                            | Conticini (Firenze) |               |         |                                                              |

| Arbitro: | Candela (Genova) |

|             |           |            |
| Renoldi 22’ | Marcatori | 32’ Salati |

| Arbitro: | Coletti (Treviso) |

|                            |           |  |
| Biraghi 1’, 60’ Quario 35’ | Marcatori |  |

| Arbitro: | Rizzo (Messina) |

|            |           |  |
| Tonali 83’ | Marcatori |  |

| Arbitro: | Mazza (Torre del Greco) |

|                                        |           |            |
| Celoria 25’ Menti 42’ Di Benedetti 80’ | Marcatori | 54’ Quario |

| Arbitro: | Ceccherini (Como) |

|                       |           |             |
| Salati 15’ Quario 45’ | Marcatori | 57’ Liguera |

| Arbitro: | Gnocchini (Como) |

|                  |           |                                |
| Biraghi 13’, 74’ | Marcatori | 33’ Degli Esposti 65’ Cappello |

| Casale Monferrato 27 novembre 1938 10ª giornata | Casale          | 0 – 0 referto | Pro Vercelli | Stadio Natale Palli\| Arbitro: \| Gorini (Milano) \| |
| Arbitro:                                        | Gorini (Milano) |               |              |                                                      |

| Arbitro: | Moretti (Genova) |

|                   |           |                             |
| Zanello 6’ (rig.) | Marcatori | 27’ Biraghi 37’ (aut.) Gori |

| Arbitro: | Salvatori (Roma) |

|  |           |               |
|  | Marcatori | 81’ Pietruzzi |

| Arbitro: | Curradi (Firenze) |

|                              |           |  |
| Quario 46’, 77’ Alberico 61’ | Marcatori |  |

| Arbitro: | Neri (Vicenza) |

|                     |           |  |
| Vannucci 58’ (aut.) | Marcatori |  |

| Arbitro: | Galeati (Bologna) |

|                         |           |              |
| Bovoli 75’ Alberico 85’ | Marcatori | 70’ Cattaneo |

| Arbitro: | Leoni (Milano) |

|             |           |             |
| Biagini 69’ | Marcatori | 55’ Bussola |

| Arbitro: | Limido (Milano) |

|                              |           |              |
| Alberico 10’ Quario 40’, 82’ | Marcatori | 25’ Villotti |

#### Girone di ritorno
| Arbitro: | Camisasca (Milano) |

|                 |           |            |
| Simontacchi 26’ | Marcatori | 44’ Quario |

| Arbitro: | Saracini (Ancona) |

|  |           |             |
|  | Marcatori | 53’ Pernigo |

| Arbitro: | Curradi (Firenze) |

|                                         |           |                 |
| Ziroli 31’ Di Falco 40’, 84’ Pacini 87’ | Marcatori | 35’ Chiocchetti |

| Arbitro: | Soliani (Genova) |

|                            |           |           |
| Quario 38’ Salati 47’, 84’ | Marcatori | 30’ Lenzi |

| Arbitro: | Fois (Roma) |

|                           |           |                                 |
| Trotter 46’ Presselli 81’ | Marcatori | 6’ Quario 57’ Bussola 75’ Pozzo |

| Arbitro: | Carnevali (Roma) |

|                                     |           |              |
| Quario 18’ Alberico 49’, 87’ Salati | Marcatori | 30’ Nicolini |

| Arbitro: | Tonnetti (Roma) |

|            |           |           |
| Quario 48’ | Marcatori | 75’ Menti |

| Arbitro: | Galeati (Bologna) |

|                                                                 |           |          |
| Torti 14’, 73’ Cristina 46’ Pincelli 49’ Liguera 70’ Varoli 86’ | Marcatori | 6’ Pozzo |

| Arbitro: | Leoni (Milano) |

|                                   |           |        |
| Pavan 32’ Lazzarini 50’ Menti 76’ | Marcatori | Quario |

| Arbitro: | Anceschi (Genova) |

|                         |           |  |
| Biraghi 18’ Barbero 62’ | Marcatori |  |

| Arbitro: | Magrini (Perugia) |

|            |           |              |
| Salati 57’ | Marcatori | 29’ Porcelli |

| Arbitro: | Neri (Vicenza) |

|                      |           |              |
| Petermann 34’ (rig.) | Marcatori | 35’ Alberico |

| Arbitro: | Leoni (Milano) |

|              |           |                        |
| Cappelli 87’ | Marcatori | 9’ Alberico 59’ Salati |

| Arbitro: | Dattilo (Roma) |

|                                   |           |                    |
| Quario ?’, 71’ Salati Bussola 62’ | Marcatori | 28’ (aut.) Beretta |

| Arbitro: | Gnocchini (Como) |

|                         |           |  |
| Calzolai 42’ Longhi 50’ | Marcatori |  |

| Arbitro: | Gorini (Milano) |

|  |           |                          |
|  | Marcatori | 37’ Bonesini 73’ Biagini |

| Arbitro: | Colonna (Bari) |

|  |           |                      |
|  | Marcatori | 55’, 75’, 82’ Quario |

### Coppa Italia
| Arbitro: | Limido (Milano) |

|                                             |           |                               |
| Gambino 4’ Quario 22’ Biraghi 80’ Donna 89’ | Marcatori | 12’, 55’ Pietruzzi 30’ Ghezzi |

| Arbitro: | Cardinali (Milano) |

|                   |           |                     |
| Sodini 80’ (rig.) | Marcatori | 7’ (aut.) De Grandi |

| Arbitro: | Scotto (Savona) |

|                 |           |  |
| Romano 41’, 78’ | Marcatori |  |

## Statistiche

### Statistiche di squadra
| Competizione | Punti | In casa | In casa | In casa | In casa | In casa | In casa | In trasferta | In trasferta | In trasferta | In trasferta | In trasferta | In trasferta | Totale | Totale | Totale | Totale | Totale | Totale | DR |
| Competizione | Punti | G       | V       | N       | P       | Gf      | Gs      | G            | V            | N            | P            | Gf           | Gs           | G      | V      | N      | P      | Gf     | Gs     | DR |
| ------------ | ----- | ------- | ------- | ------- | ------- | ------- | ------- | ------------ | ------------ | ------------ | ------------ | ------------ | ------------ | ------ | ------ | ------ | ------ | ------ | ------ | -- |
| Serie B      | 37    | 17      | 10      | 4       | 3       | 31      | 14      | 17           | 4            | 5            | 8            | 19           | 30           | 34     | 14     | 9      | 11     | 50     | 44     | +6 |
| Coppa Italia |       | 2       | 1       | 1       | 0       | 5       | 4       | 1            | 0            | 0            | 1            | 0            | 2            | 3      | 1      | 1      | 1      | 5      | 6      | -1 |
| Totale       |       | 19      | 11      | 5       | 3       | 36      | 18      | 18           | 4            | 5            | 9            | 19           | 32           | 37     | 15     | 10     | 12     | 55     | 50     | +5 |

### Statistiche dei giocatori
| Giocatore    | Serie B  | Serie B | Coppa Italia | Coppa Italia | Totale   | Totale |
| Giocatore    | Presenze | Reti    | Presenze     | Reti         | Presenze | Reti   |
| ------------ | -------- | ------- | ------------ | ------------ | -------- | ------ |
| L. Alberico  | ?        | ?       | ?            | ?            | ?        | ?      |
| P. Barbero   | ?        | ?       | ?            | ?            | ?        | ?      |
| A. Beretta   | ?        | ?       | ?            | ?            | ?        | ?      |
| C. Biraghi   | ?        | ?       | ?            | ?            | ?        | ?      |
| D. Bovoli    | ?        | ?       | ?            | ?            | ?        | ?      |
| G. Bussola   | ?        | ?       | ?            | ?            | ?        | ?      |
| G. Cavanna   | ?        | ?       | ?            | ?            | ?        | ?      |
| Ciocchetti   | ?        | ?       | ?            | ?            | ?        | ?      |
| P. De Grandi | ?        | ?       | ?            | ?            | ?        | ?      |
| D. Donati    | ?        | ?       | ?            | ?            | ?        | ?      |
| D. Gambino   | ?        | ?       | ?            | ?            | ?        | ?      |
| G. Lanino    | ?        | ?       | ?            | ?            | ?        | ?      |
| P. Mocca     | ?        | ?       | ?            | ?            | ?        | ?      |
| G. Pozzo     | ?        | ?       | ?            | ?            | ?        | ?      |
| C. Quario    | ?        | ?       | ?            | ?            | ?        | ?      |
| G. Ranghino  | ?        | ?       | ?            | ?            | ?        | ?      |
| F. Roncarolo | ?        | ?       | ?            | ?            | ?        | ?      |
| A. Salati    | ?        | ?       | ?            | ?            | ?        | ?      |
| R. Sodini    | ?        | ?       | ?            | ?            | ?        | ?      |
| D. Vaglio    | ?        | ?       | ?            | ?            | ?        | ?      |
| G. Vannucci  | ?        | ?       | ?            | ?            | ?        | ?      |